# Old Skool (EP)
Old Skool é um extended play (EP) do DJ e produtor musical holandês Armin van Buuren. Foi lançado em 4 de agosto de 2016 pela Armada Music. Armin van Buuren disse sobre o álbum: "O que eu sinto falta, por vezes, na música de dança é um pouco da diversão, a diversão que tivemos através da experimentação e sair do nosso caminho e fazer coisas estranhas e isso é o que eu queria fazer com o Old Skool".

## Lista de faixas
| N.º | Título                                                                 | Compositor(es)                                                       | Duração |  |
| 1.  | "Dominator" (Armin van Buuren vs. Human Resource)                      | Guido Pernet Jasper Drexhage Johan van Beek Larenzo Nash Robert Mahu | 2:29    |  |
| 2.  | "The Ultimate Seduction (Armin van Buuren vs. The Ultimate Seduction)" | Koen Groeneveld Addy van der Zwan                                    | 2:15    |  |
| 3.  | "Pull Over (Armin van Buuren vs. Speedy J)"                            | Jochem Paap                                                          | 2:25    |  |
| 4.  | "Quadrophonia (Armin van Buuren vs. Quadrophonia)"                     | Olivier Abbeloos Lucien Foort                                        | 3:20    |  |
| 5.  | "88 to Piano (Armin van Buuren vs. MainX)"                             | Rene van den Berghe                                                  | 3:00    |  |
| 6.  | "Old Skool (Vigel Remix)"                                              | Armin van Buuren Benno de Goeij Larry Heard                          | 2:52    |  |
| 7.  | "Old Skool Ping Pong"                                                  | Armin van Buuren Brenno de Goeij Heard                               | 2:48    |  |

## Desempenho nas tabelas musicais
| Tabela musical (2016)        | Melhor posição |
| ---------------------------- | -------------- |
| Bélgica (Ultratop Flandres)  | 13             |
| Bélgica (Ultratop Valônia)   | 45             |
| Países Baixos (Dutch Charts) | 8              |